# Kloster Maria Hamicolt

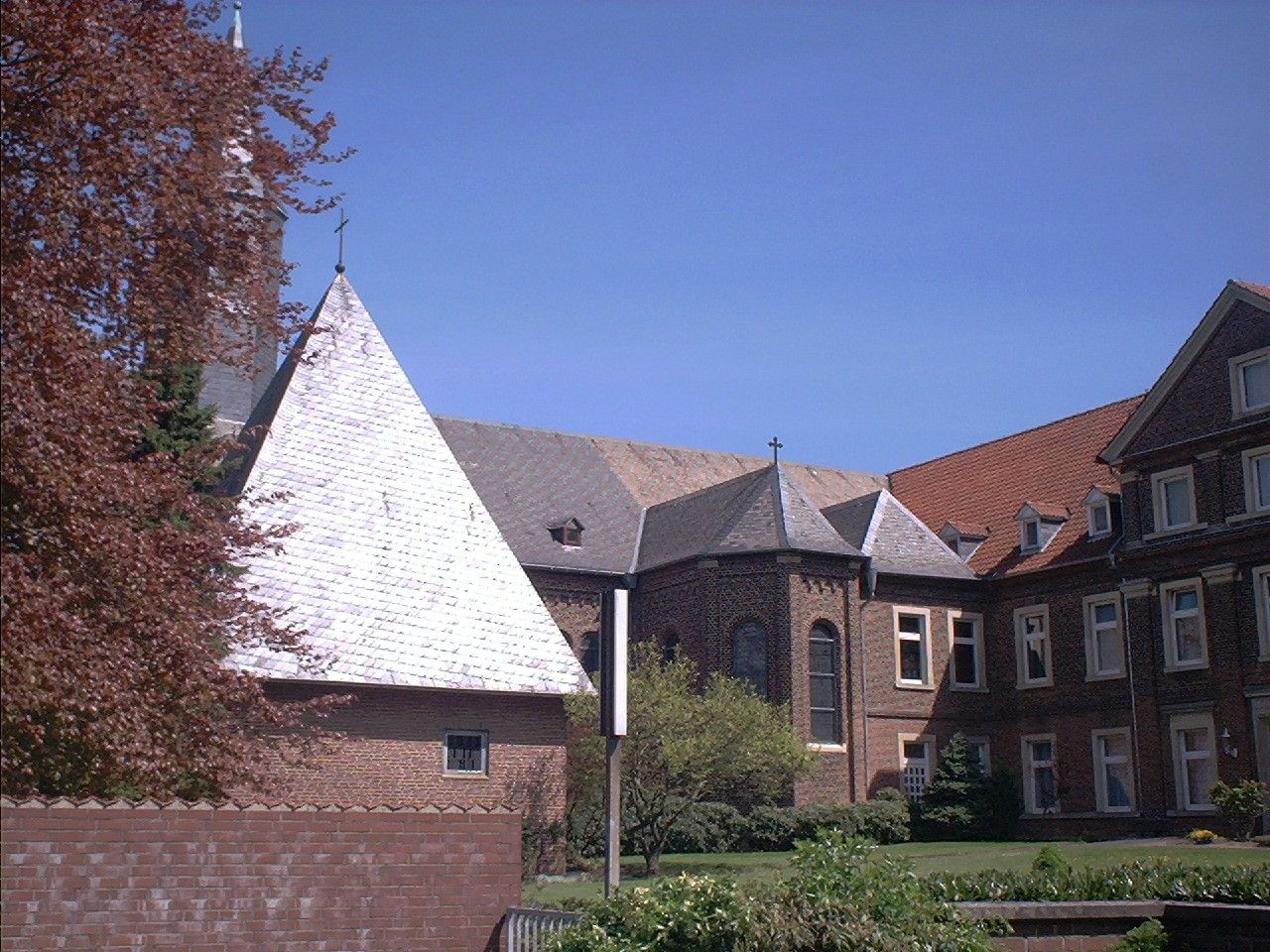
Kloster Maria Hamicolt

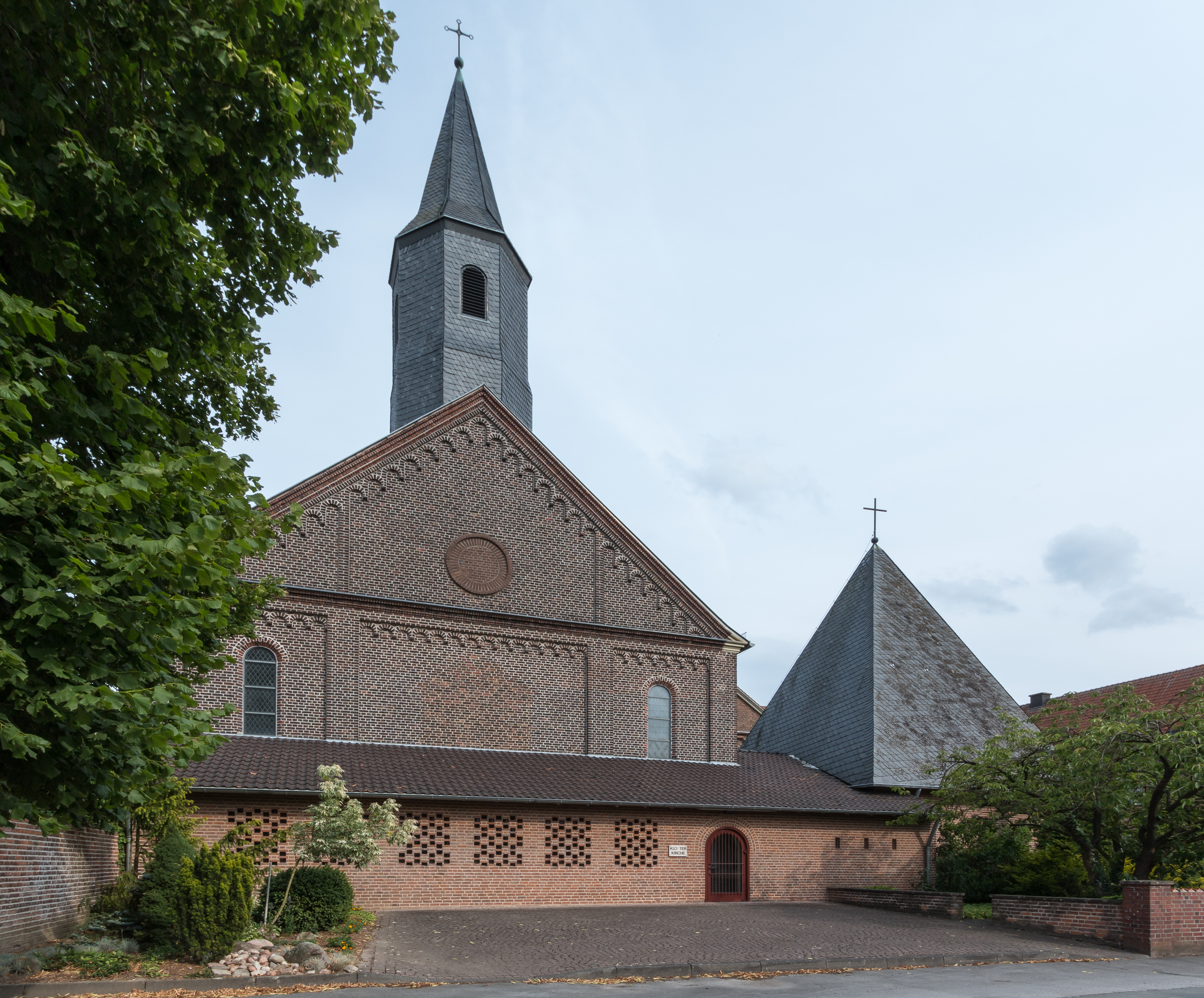
Kirche des Klosters

Das Kloster Maria Hamicolt war ein Benediktinerinnenkloster in Dülmen.

## Geschichte
Den Anfang bildete ein Bauernhof in der Nähe von Rorup, der dem Bistum Münster vermacht worden war. 1856 ließen sich in diesem Redemptoristen nieder. Dieses erste Kloster musste 1873 infolge des Kulturkampfes schließen. Nach dessen Ende zogen 1891 deutsche Benediktinerinnen vom Heiligsten Sakrament aus dem niederländischen Oldenzaal in das Kloster. 1895 begannen die Nonnen mit der Hostienbäckerei. Von Maria Hamicolt aus wurde 1898 das Kloster Vinnenberg wiederbelebt und 1902 die Abtei Varensell gegründet. In Maria Hamicolt betrieben die Schwestern eine Hostienbäckerei und eine Paramentenstickerei. Die letzten acht Schwestern zogen zum 1. März 2008 in das katholische Seniorenheim in Rosendahl-Osterwick um.
Von 2008 bis 2022 lebte die Gemeinschaft des neuen Weges vom hl. Franziskus in dem Kloster. Sie führte das Gästehaus weiter und übergab die Hostienbäckerei nach einigen Jahren an einen privaten Betreiber. Im Jahre 2022 kündigte das Bistum Münster den Überlassungsvertrag mit der Laiengemeinschaft und gab bekannt, das Kloster verkaufen zu wollen. Vorerst wurden ukrainische Flüchtlinge in dem Kloster untergebracht.